# Apartamento Papal

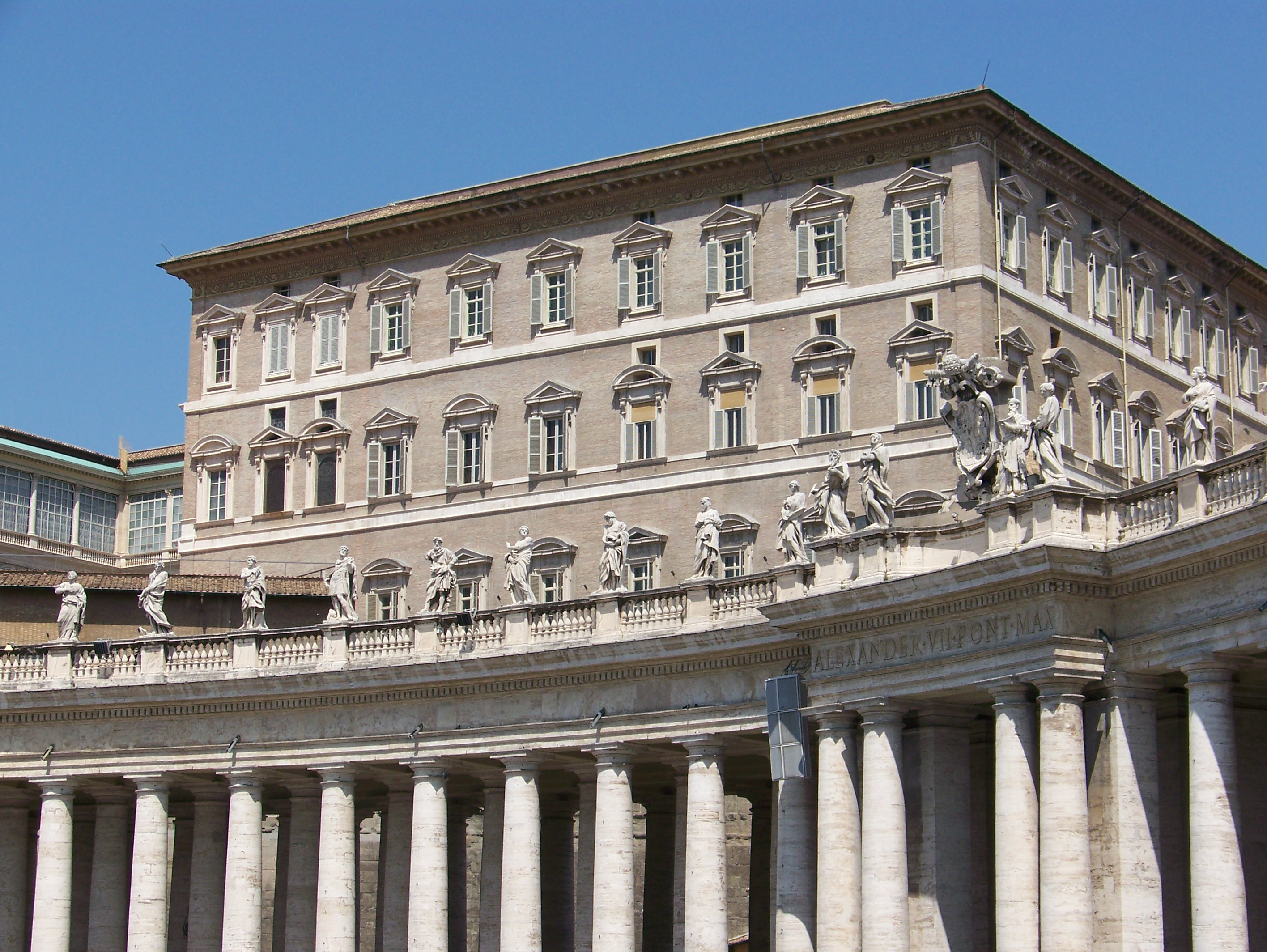
Palácio Apostólico, onde está situado o Apartamento Papal, visto desde a Praça de São Pedro.

O Apartamento Papal (em italiano: Appartamento Papale) é a designação não-oficial dado ao grupo de apartamentos, tanto privados quanto estatais, dispostos em torno de um pátio (o Pátio de Sisto V, cortile di Sisto V) nos dois lados do terceiro andar (o andar superior) do Palácio Apostólico, na Cidade do Vaticano, em Roma. Desde o século XVII o Apartamento Papal tem sido a residência oficial do papa em sua capacidade religiosa (como Sumo Pontífice). Antes de 1870 a residência oficial do papa em sua capacidade temporal (como soberano dos Estados Papais) era o Palácio Quirinal, que atualmente é a residência oficial do presidente da Itália. O Apartamento Papal é conhecido em italiano por diversos outros termos, incluindo appartamento nobile e appartamento pontificio.
O apartamento contém cerca de dez quartos grandes que incluem um vestíbulo, um pequeno escritório para o secretário papal, o escritório particular do papa, e o seu quarto, situado num dos cantos do edifício, uma suíte médica (que conta com equipamento para tratamento dentário e para cirurgias de emergência), uma sala de jantar, uma pequena sala de estar e a cozinha. O apartamento também conta com uma cobertura ajardinada e os aposentos da equipe de funcionários, composta de freiras alemãs beneditinas), que administra a Prefeitura da Casa Pontifícia (a Casa Papal). É da janela do escritório, na loggia (decorada com afrescos), que o papa aparece para saudar e abençoar os peregrinos situados na Praça de São Pedro, aos domingos. A sua biblioteca privada, descrita como uma "sala ampla com duas janelas com vista para a Praça São Pedro." A capela privada do papa tem uma obra de arte de I.H. Rosen, comissionada pelo Papa Pio XI, que mostra "dois episódios da resistência polonesa (contra os tártaros e contra os bolcheviques) emoldurando o rosto da Madona Negra de Częstochowa."
O papa reside ali oficialmente de outubro a junho, e de julho a setembro desloca-se para a sua residência de verão, em Castel Gandolfo. Três dos últimos quatro papas (João XXIII, João Paulo I e o João Paulo II) morreram no Apartamento Papal; o quarto, o Paulo VI, morreu em Castel Gandolfo.[carece de fontes?]
O Apartamento Papal costuma ser reformado para cada novo papa, seguindo projetos que estejam de acordo com as preferências do novo pontífice. A última reforma foi feita em 2005, depois da morte de João Paulo II e a eleição de Bento XVI no conclave papal de 2005. O Apartamento Papal estaria então mal-conservado, com "decorações ultrapassadas e falta de iluminação", além de grandes tonéis colocados em seu teto falso para coletar a água de goteiras. O projeto, realizado durante os três meses em que Bento esteve na residência de Castel Gandolfo, incluiu a construção de uma nova biblioteca para acomodar os 20.000 livros de Bento (colocados na mesma ordem exata que ele mantinha em sua residência anterior), a substituição da fiação elétrica (as tomadas de 125 volts, que haviam deixado de ser usadas na Itália anos antes, foram finalmente substituídas por saídas de 220 volts) e do encanamento (novos canos foram instalados para substituir os antigos, já "incrustados de limo e ferrugem."). O sistema de aquecimento central foi consertado, e a cozinha foi reequipada, supostamente com novos fornos, fogões e outros eletrodomésticos doados por uma empresa alemã. O piso, que é de mármore do século XVI decorado com incrustações, foi restaurado. O escritório médico ("instalado às pressas nos aposentos papais para o enfermo João Paulo II.") foi reformado e expandido, e passou a contar com equipamento para tratamento dentário, e o aposento papal em si foi completamente refeito. Papeis de parede e outros elementos decorativos foram instalados; o projeto foi executado por mais de 200 arquitetos, engenheiros e operários. Bento também deslocou todos os seus pertences pessoais para o Apartamento Papal, incluindo um piano vertical. Em 2013, após a eleição do Papa Francisco, ele preferiu ficar na Casa Santa Marta.